# Paracrocidura
Paracrocidura är ett däggdjurssläkte i familjen näbbmöss (Soricidae) med tre arter som lever i centrala Afrika.

## Beskrivning
Individerna liknar arterna i släktet Crocidura men har en större skalle och skiljer sig från dessa även i tändernas konstruktion. Extremiteterna och svansen är jämförelsevis korta. Den tunna korta pälsen har en svartgrå till mörkbrun färg. Vuxna individer når en kroppslängd mellan 65 och 95 mm och därtill kommer en 33 till 46 mm lång svans. Vikten ligger vanligen mellan 13 och 16 gram.
Utbredningsområdet sträcker sig från Kamerun och Centralafrikanska Republiken till östra Kongo-Kinshasa och Uganda. Paracrocidura uppehåller sig i regnskogar i höjder mellan 200 och 2 350 meter över havet. Det antas att de vistas på marken där de i vegetationsansamlingar letar efter föda.

## Systematik och status
Arterna är:
- Paracrocidura schoutedeni är mera utforskad än de andra två arterna, den förekommer från Kamerun till Kongo-Kinshasa.
- Paracrocidura maxima är den största arten, den lever i östra Kongo-Kinshasa samt i Ruanda och Uganda.
- Paracrocidura graueri är bara känd från en enda individ som hittades i bergstrakten Itombwe i Kongo-Kinshasa.

IUCN listar P. maxima som nära hotad (near threatened), P. schoutedeni som livskraftig (least concern) och P. graueri med kunskapsbrist (data deficient).